# Anuradhapura (district)

Localisation du district d'Anuradhapura

Le district d’Anuradhapura est un des vingt-cinq districts du Sri Lanka. Avec Polonnaruwa, c'est l'un des districts de la province du Centre-Nord. Avec 7 179 km2, c'est le district le plus grand du pays.

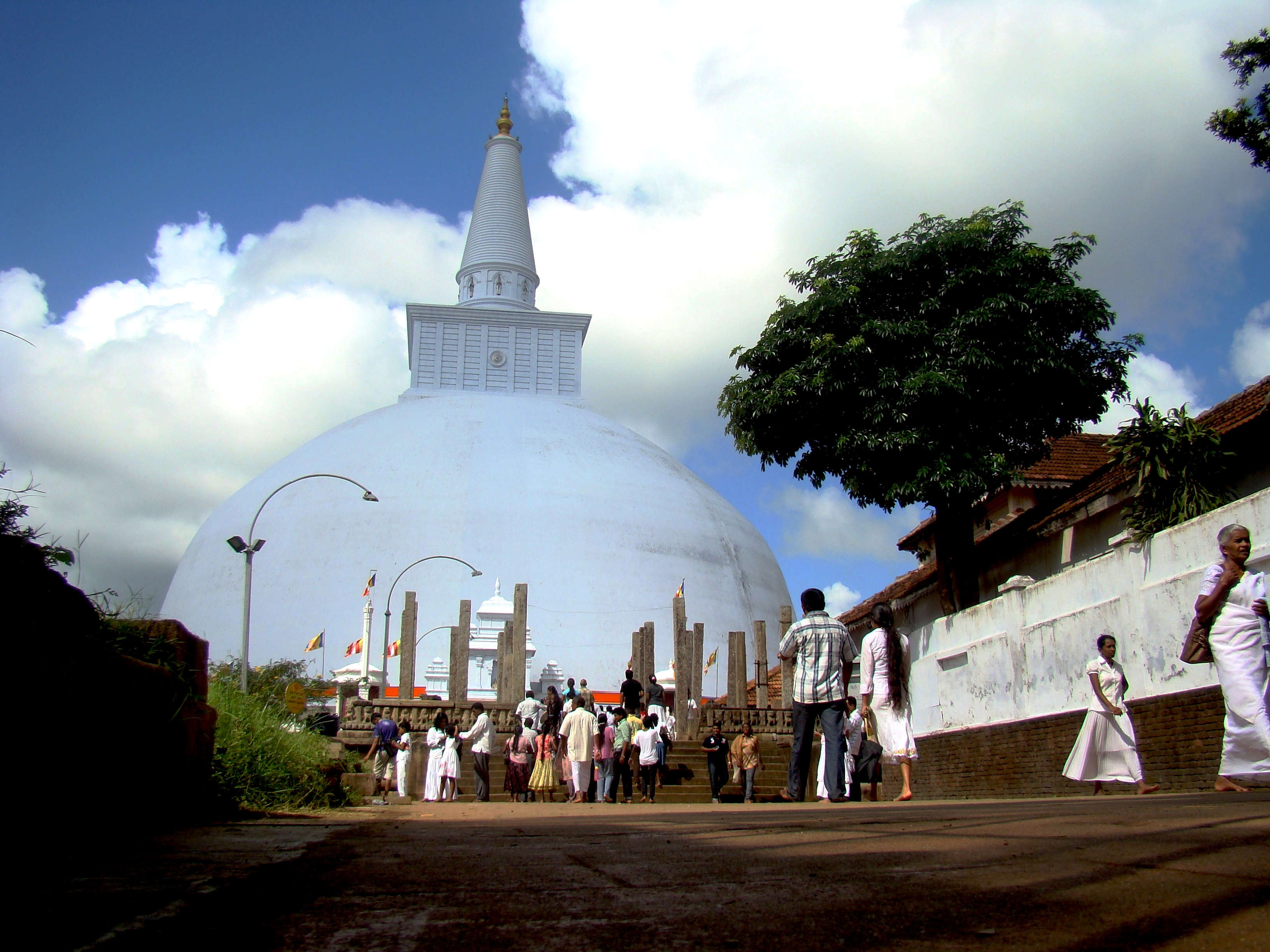
Les fidèles visitent le Ruwanwelisaya Dagoba à Anuradhapura.